# Badeparadies Schwarzwald
Koordinaten: 47° 54′ 25″ N, 8° 9′ 34″ O

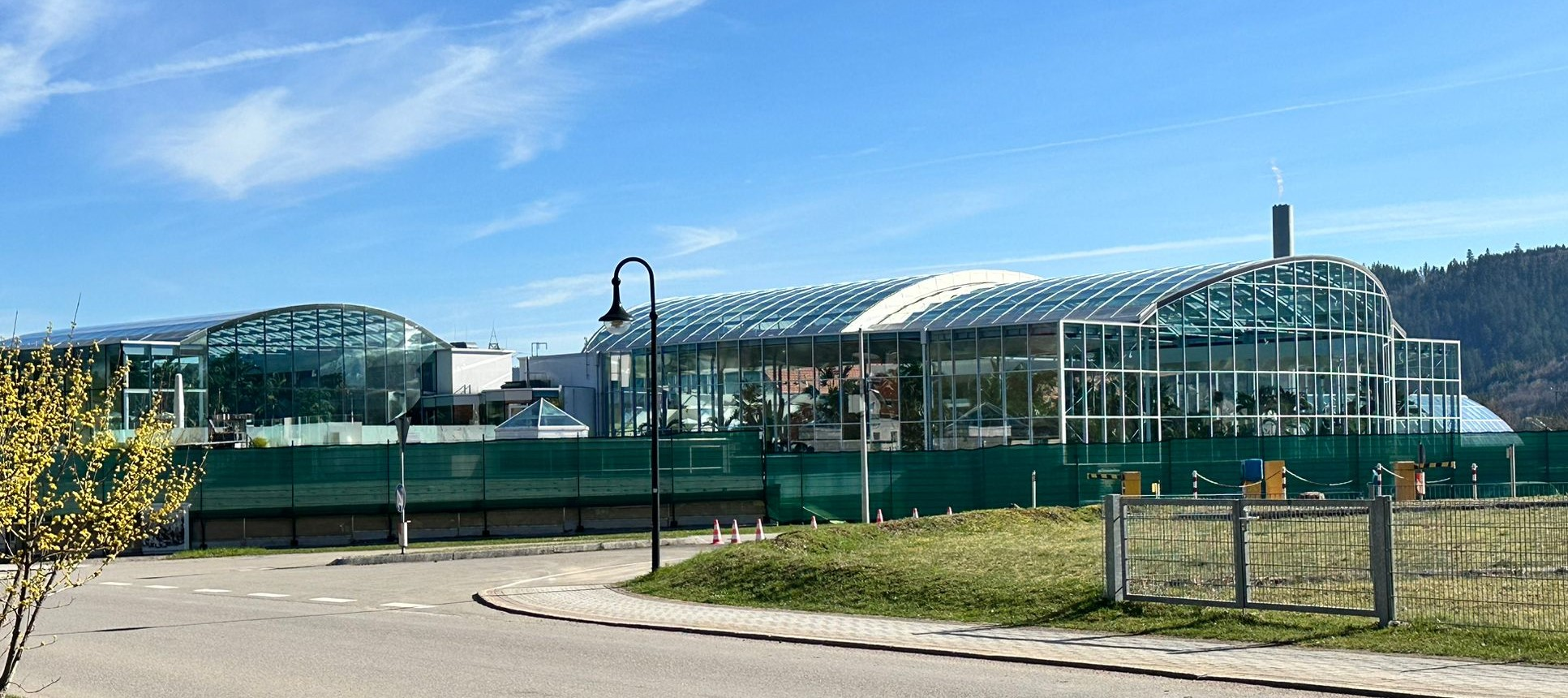
Außenansicht Rückseite (2024)

Das Badeparadies Schwarzwald ist ein Freizeit- und Erlebnisbad mit Saunalandschaft in Titisee-Neustadt.

## Geschichte

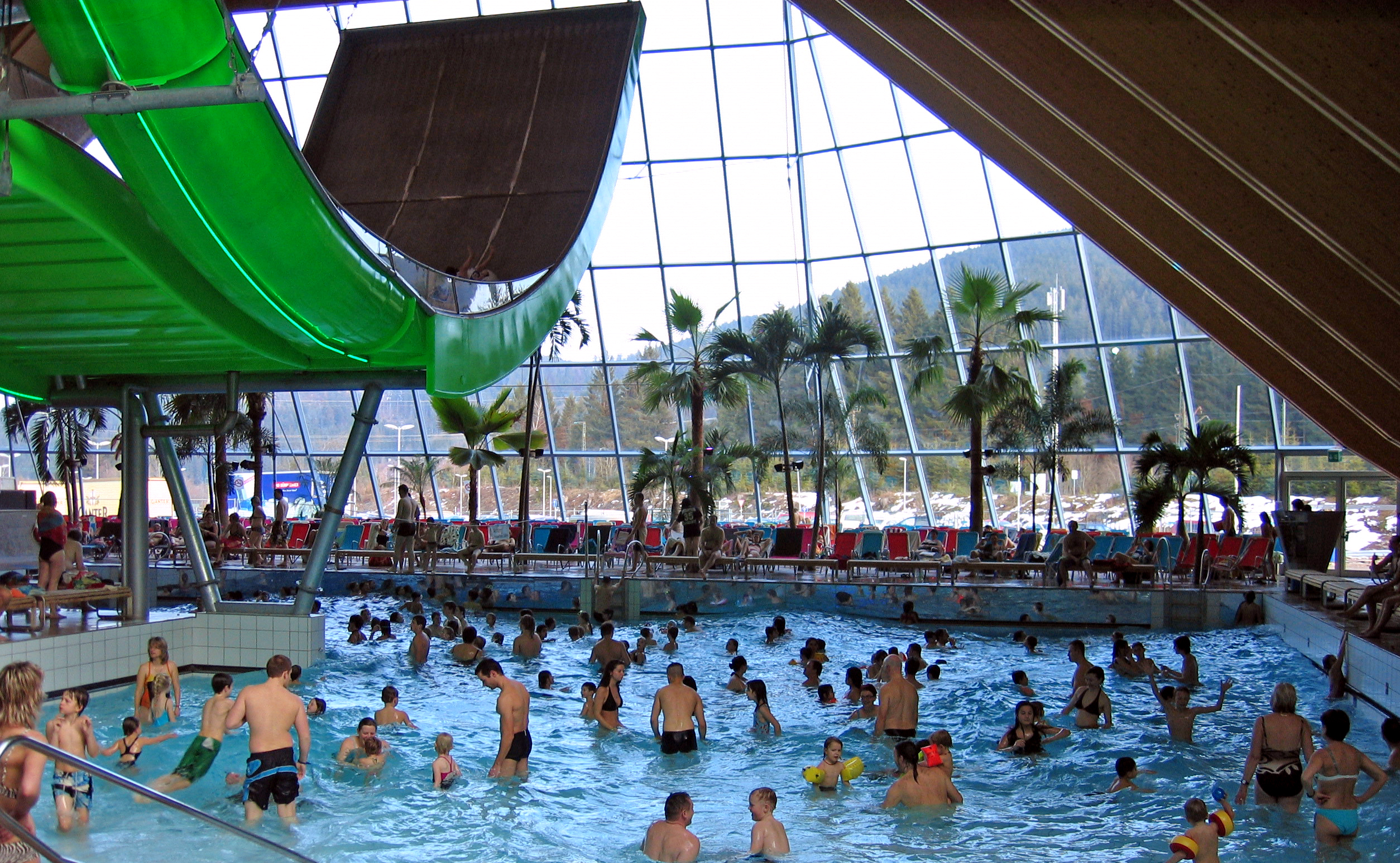
Rutschenbereich Galaxy (2011)

Das Bad wurde vom Unternehmer und „Bäderkönig“ Josef Wund gebaut. Erste Gespräche dazu wurden 2002 geführt. Im Zuge der Baumaßnahmen wurde 2009 das ehemalige Unterwerk der Höllentalbahn abgerissen.
Nach einer eineinhalbjährigen Bauzeit wurde das Bad am 11. Dezember 2010 eröffnet. Die Baukosten betrugen 37 Mio. Euro. Bezuschusst wurde es vom Land mit einer Mio. und vom Landkreis mit 1,75 Mio. Euro, außerdem beteiligten sich die zehn Mitgliedsgemeinden des Zweckverbandes Hochschwarzwald, bestehend aus Breitnau, Eisenbach, Feldberg, Friedenweiler, Hinterzarten, Lenzkirch, Löffingen, Schluchsee, St. Märgen und Titisee-Neustadt, mit 14 Mio. Euro.
Am 7. November 2011 wurden bereits 500.000 Badegäste gezählt. Ab 2015 wurden Erweiterungen vorgenommen. Realisiert wurden zunächst ein Ruhebereich und eine Vierfachrutsche. Im Dezember 2017 wurde der mit einer Investitionssumme von 32 Mio. Euro geschaffene, 5000 m² große Spabereich Palais Vital eröffnet.

## Ausstattung
Das Bad besteht aus drei Bereichen:

### Palmenoase
Dieser Bereich mit 3700 m² Fläche wird geprägt durch 200 echte Palmen. An den Beckenrändern sind Massagedüsen und Sprudelliegen vorhanden. Über einen Durchgang mit einer Drehtür gelangt man im Wasser zu einem Außenpool. Im Becken ist eine Cocktailbar integriert. Des Weiteren gibt es Wärmeliegen und ein Dampfbad. Innerhalb des Bades befindet sich ein Gastronomiebetrieb. Das Dach ist transparent, an warmen Tagen kann es geöffnet werden. Die Wassertemperatur beträgt 33 °C. Zutritt zu diesem Bereich haben nur Personen ab 16 Jahren, am Wochenende jedoch alle Altersgruppen.
Die Palmenoase umfasst außerdem das Dampfbad „Schwarzwaldnebel“ sowie die „Quellen der Gesundheit“, vier mit Mineralien angereicherte Pools, unter anderem ein Lithium-Calcium-Pool und der „Schwebe-Pool“ mit Salz aus dem Toten Meer.

### Galaxy
In diesem Bereich mit 4500 m² Fläche befindet sich ein rechtwinkliges Becken, das als Wellenbad genutzt wird, und auch als 25-Meter-Sportbecken fungieren kann. Ein Teilbereich mit 3,60 m Wassertiefe bietet Sprungmöglichkeiten aus ein oder drei Metern Höhe. Die Wassertemperatur beträgt ca. 28 °C.
Des Weiteren befindet sich hier eine große Rutschenlandschaft mit 23 Wasserrutschen, darunter die nach Betreiberangaben größte Edelstahl-„Halfpipe“ der Welt und im Außenbereich die im August 2015 eingeweihte längste 4-fach-Mattenrutsche Deutschlands („Galaxy Racer“). Diese wurde später überdacht und ein Wildwasserkanal ergänzt. Ein 700 m² großer Anbau mit Palmen dient als Familien-Ruhebereich. Auch in diesem Bereich wird ein Gastronomieangebot vorgehalten.
Früher gab es einen Reifenlift im Rutschenbereich. 2024 wurde die Anlage abgebaut.

### Palais Vital
Dieser Bereich befindet sich im Ende 2017 neu eröffneten Bereich und ist textilfrei. Folgende Saunen werden angeboten:
- „Salarium“, 60 °C
- „Heimat-Stube“, 70 °C
- „Alhambra“, 75 °C
- „Art Nouveau“, 75 °C
- „Karibik-Traum“, 80 °C
- „Schwarzwald-Chalet“, 90 °C
- „Panoramasauna“, 65 °C
- „Birkensauna“, 75 °C
- „Feuersauna“, 85 °C
- „Wasserfallsauna“, 55 °C

Frauensaunen:
- „Diamanten-Traum“, 80 °C
- „Rosen-Garten“, 65 °C

Außerdem gibt es folgende Ausstattung:
- Pool „Vital-Lagune“, 300 m², 33 °C. mit Massage-Sprudelliegen und dem „Champagner-Pool“
- kleinere „Vital-Quellen“ – Pools mit 36 °C: „Lithium-Calcium Pool“, „Mineral-Pool“ (Salzkonzentration 4 %), „Schwebe-Pool“ (Salzkonzentration 18 %)
- Dampfbad „Kristallnebel“, 40 °C
- „TOP-Restaurant“
- Poolbars